# Chiesa di San Silvestro in Capite
La chiesa di San Silvestro in Capite è un luogo di culto cattolico di Roma, situato in Piazza di San Silvestro, nel rione Colonna.

## Storia
La chiesa e l'annesso monastero basiliano furono fondati nell'VIII secolo da papa Stefano II o dal suo successore e fratello, papa Paolo I, nel palazzo familiare, sulle rovine di un tempio circolare dedicato al sole, fatto innalzare dall'imperatore Aureliano. Il luogo di culto venne inizialmente intitolato ai santi Silvestro e Stefano.
Nel XII secolo papa Innocenzo II vi spostò la reliquia della testa di san Giovanni Battista e la denominazione mutò in San Giovanni in capite. Sempre nel XII secolo il monastero passò all'ordine benedettino.
Tra il 1198 e il 1216 la chiesa venne rimaneggiata e venne costruito il campanile romanico. Nel 1285 il monastero passò alle monache clarisse.
L'edificio del monastero venne rimaneggiato nel 1588-1591 e la chiesa nel 1593-1601 (a spese del cardinale Francesco Dietrichstein): dal 1595 i lavori furono affidati a Carlo Maderno. La decorazione interna venne terminata nel 1696 e nel 1703 Domenico De Rossi ne realizzò la facciata.
Dal 1855 la chiesa fu ufficiata dai padri pallottini inglesi, i quali crearono nel quadriportico antistante, una raccolta di iscrizioni. 
Il convento venne espropriato dallo Stato italiano nel 1876 e fu trasformato nella sede della Posta centrale da Giovanni Domenico Malvezzi nel 1878.
È considerata la chiesa nazionale inglese a Roma ed è uno dei punti di riferimento della comunità degli immigrati filippini a Roma.

## Descrizione

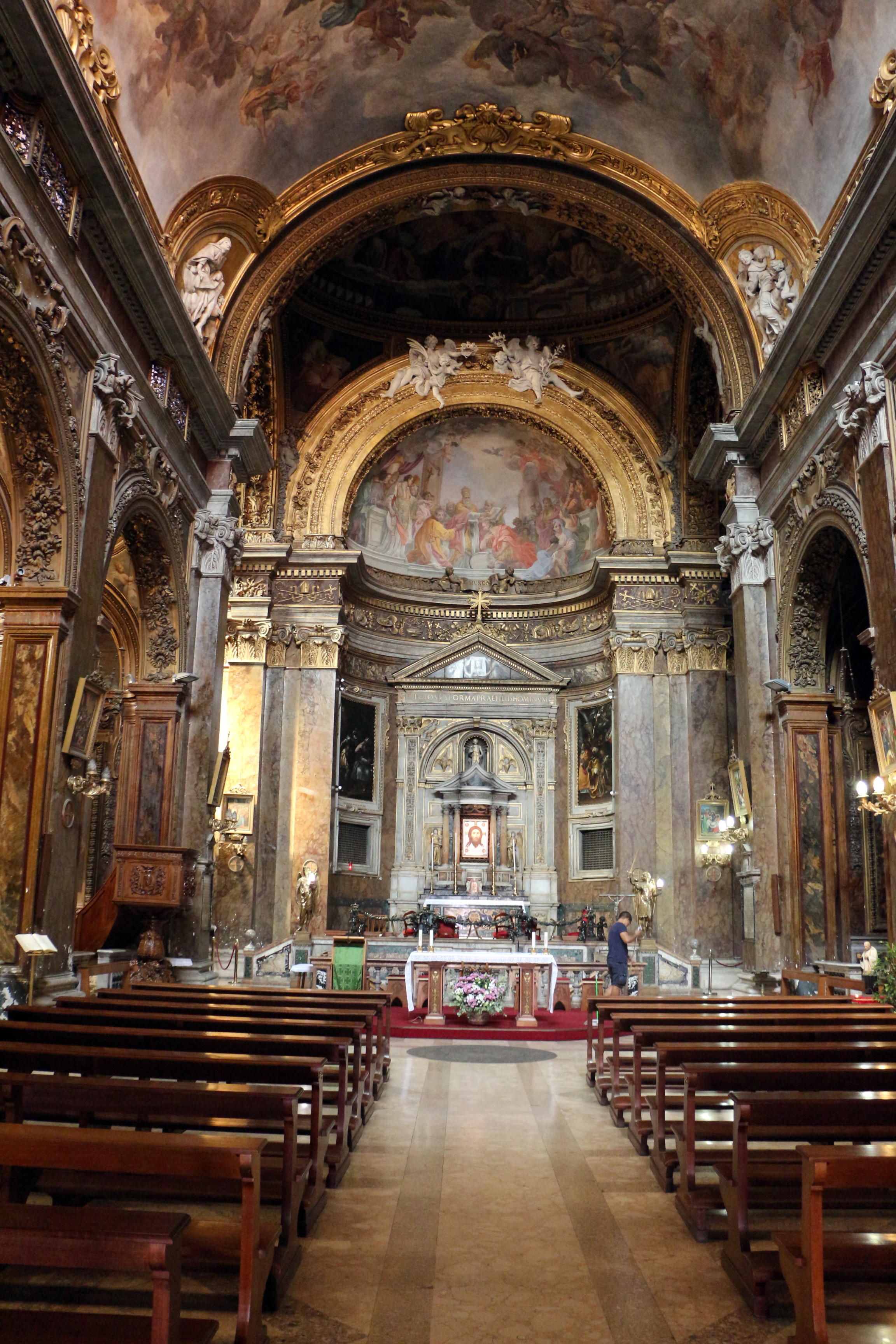
L'interno

Della prima chiesa, a tre navate si conservano tracce delle fondamenta, nella moderna confessione sotto l'altare.
La facciata esterna, settecentesca, presenta un unico ordine di quattro lesene con capitelli ionici. Sull'attico sono presenti le statue di
- san Silvestro papa, di Lorenzo Ottoni,
- santo Stefano martire, di Michel Maille,
- san Francesco d'Assisi, di Vincenzo Felici
- santa Chiara, di Giuseppe Mazzuoli

Sul portale un rilievo con l'Immagine edessena e sull'attico uno con la testa di san Giovanni Battista.
Un quadriportico precede la facciata interna.
L'interno si presenta a navata unica, coperta da una volta a botte, con un endonartece (nartece interno) all'ingresso, sopra il quale si trovano il coro delle monache e la cassa barocca in legno dorato dell'organo a canne, risalente al 1680, che ospita uno strumento degli inizi del XX secolo costruito da Jules Anneessens.
La volta della navata venne affrescata nel 1683-1684 da Giacinto Brandi con La Vergine assunta in gloria con i santi Silvestro e Giovanni Battista.
Mattia de Rossi progettò la decorazione a stucco, realizzata da Camillo Rusconi e da Michel Maille tra il 1689 e il 1691, mentre gli affreschi alle pareti sono di Ludovico Gimignani tra il 1688 e 1690.
Sono presenti inoltre sei cappelle laterali che si aprono sulla navata, realizzate da Ludovico Gimignani, con la collaborazione di diversi pittori. La chiesa conserva opere di Francesco Trevisani nella cappella del Crocifisso, la prima sul lato sinistro (la Crocifissione all'altare e L'agonia dell'orto, la Flagellazione, Cristo deriso e la Salita al Calvario ai lati), di Camillo Rusconi, Giuseppe Bartolomeo Chiari, Pier Francesco Mazzucchelli detto il Morazzone e una tela con San Francesco riceve le stimmate, 1716 circa, di Orazio Gentileschi, nella cappella di San Francesco, la seconda sul lato destro. Sempre nella cappella di San Francesco sono conservati dipinti di Luigi Garzi: San Francesco rinuncia ai suoi averi e Predica di San Francesco ai lati, mentre nella volta  vi è San Francesco in gloria, tutte opere realizzate tra il 1695 e il 1696.
La cappella dello Spirito Santo, la terza sul lato destro, è stata interamente dipinta da Giuseppe Ghezzi. Vi sono conservati: la Pentecoste all'altare, San Giovanni battezza le folle, a destra, il Battesimo di Cristo, a sinistra, San Gregorio Magno e Paolo I riceve da un angelo l'ispirazione di costruire la chiesa di San Silvestro nelle lunette, tutte opere realizzate tra il 1695 e il 1696.

## Galleria d'immagini

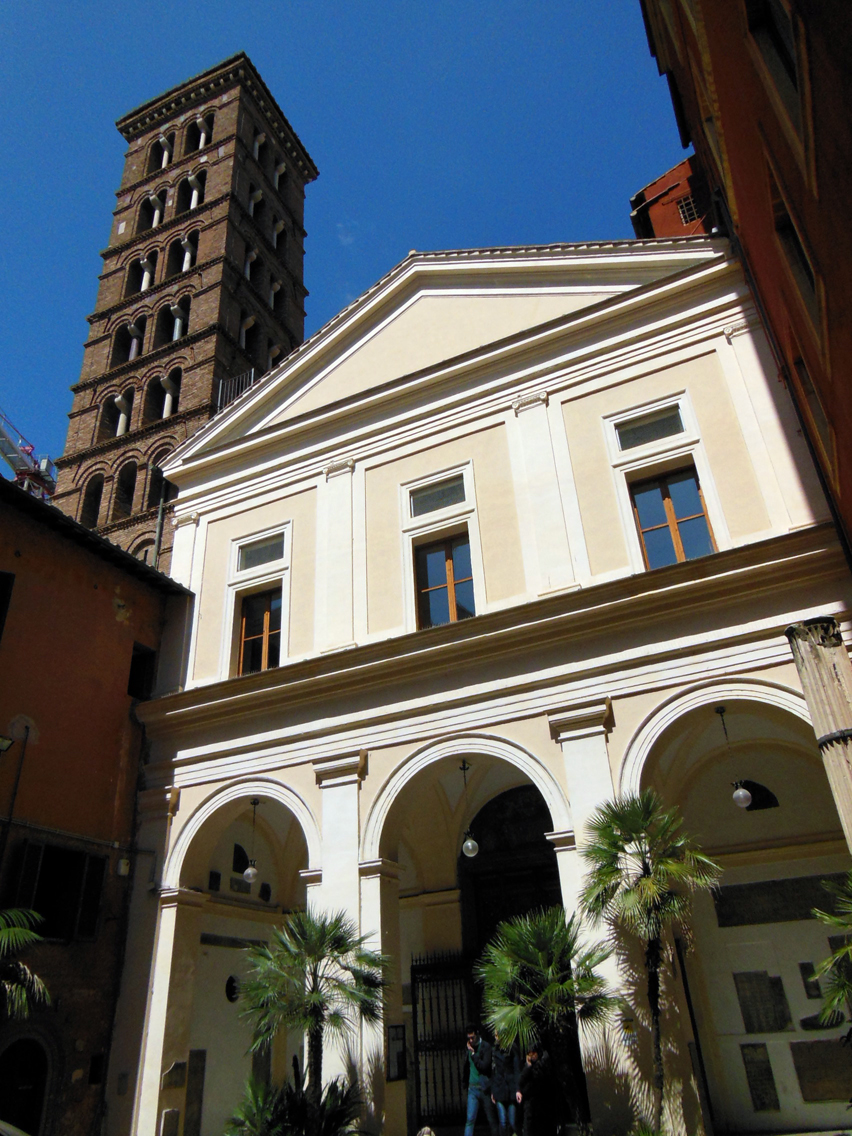
La facciata interna
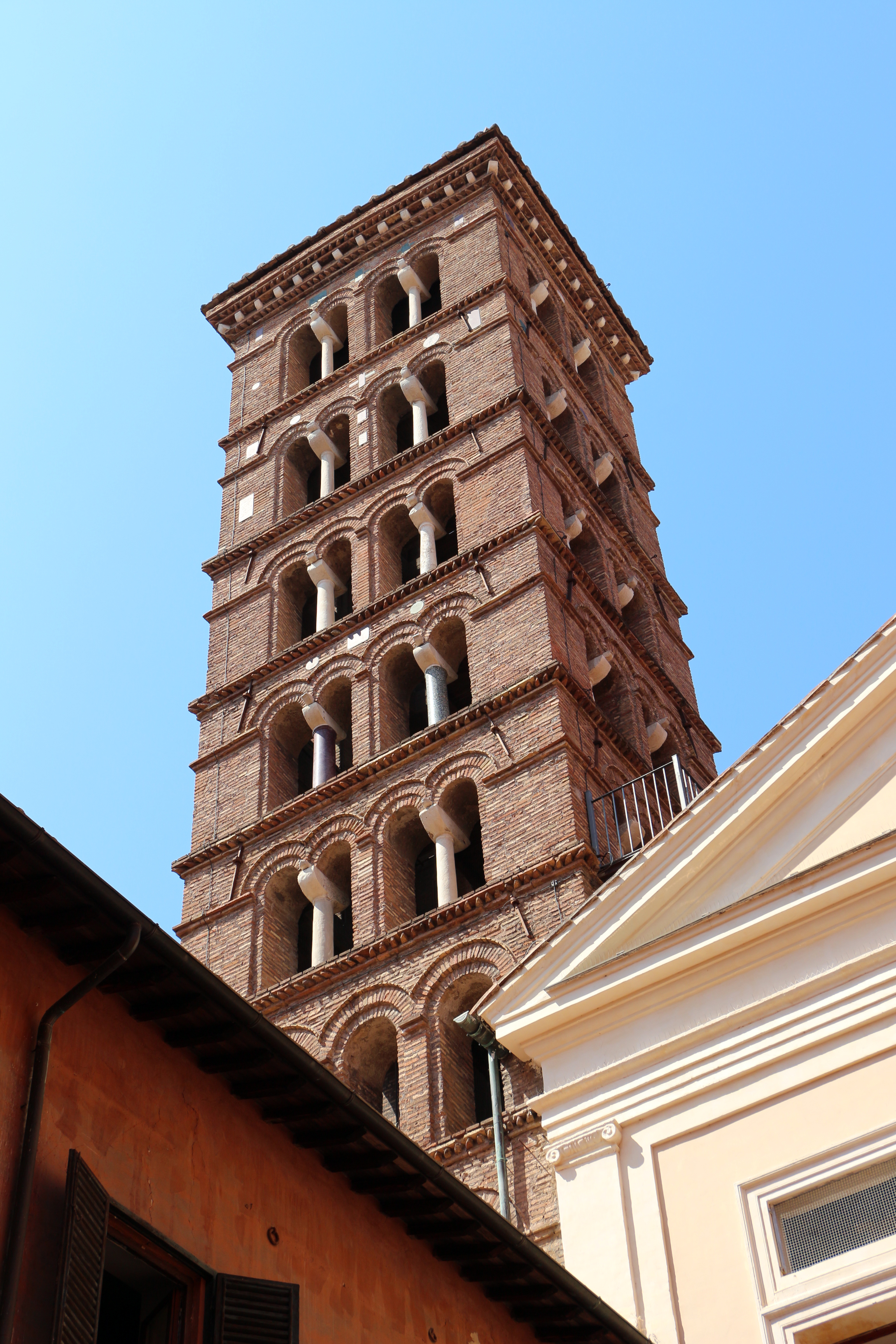
Il campanile
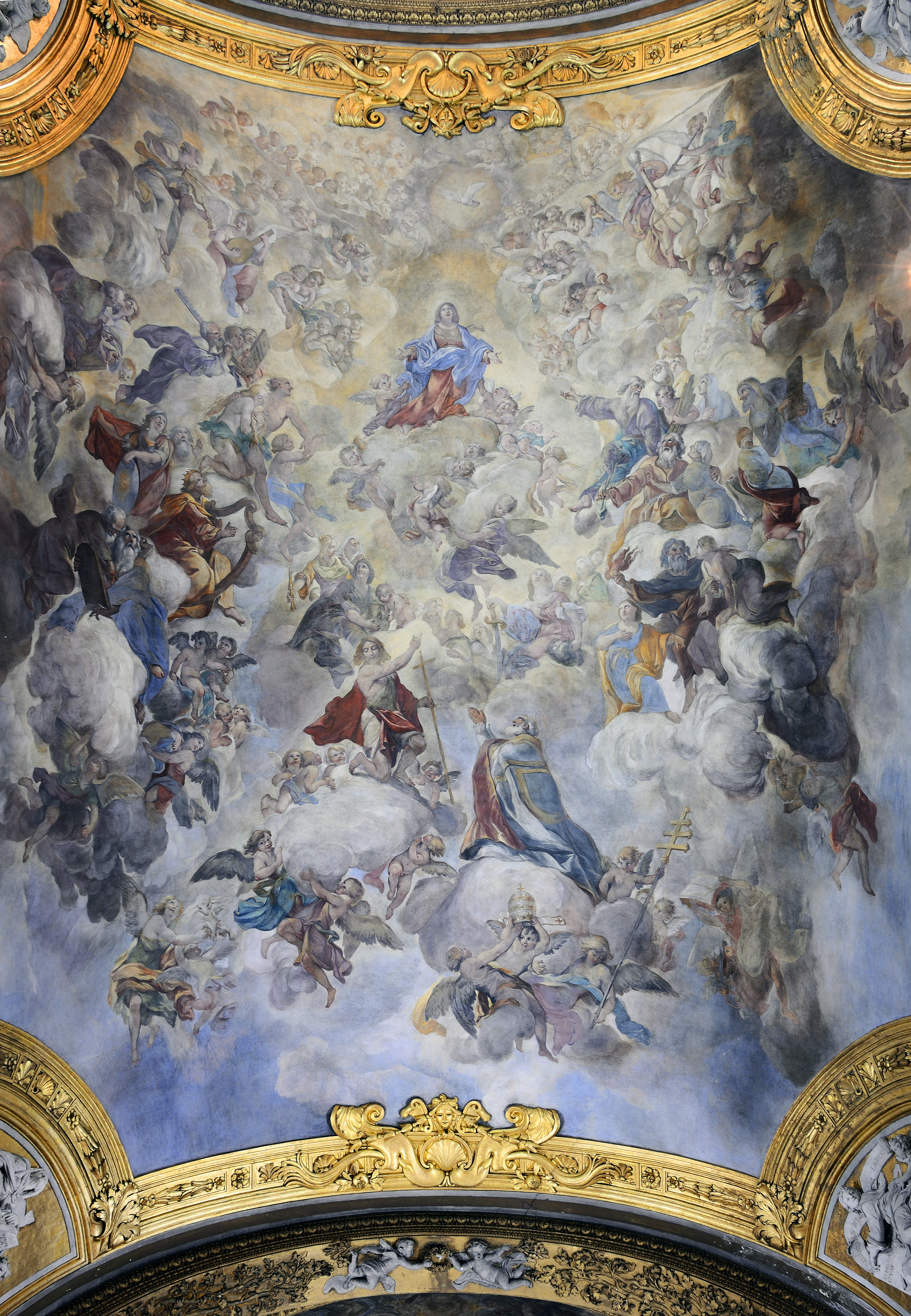
La volta della navata
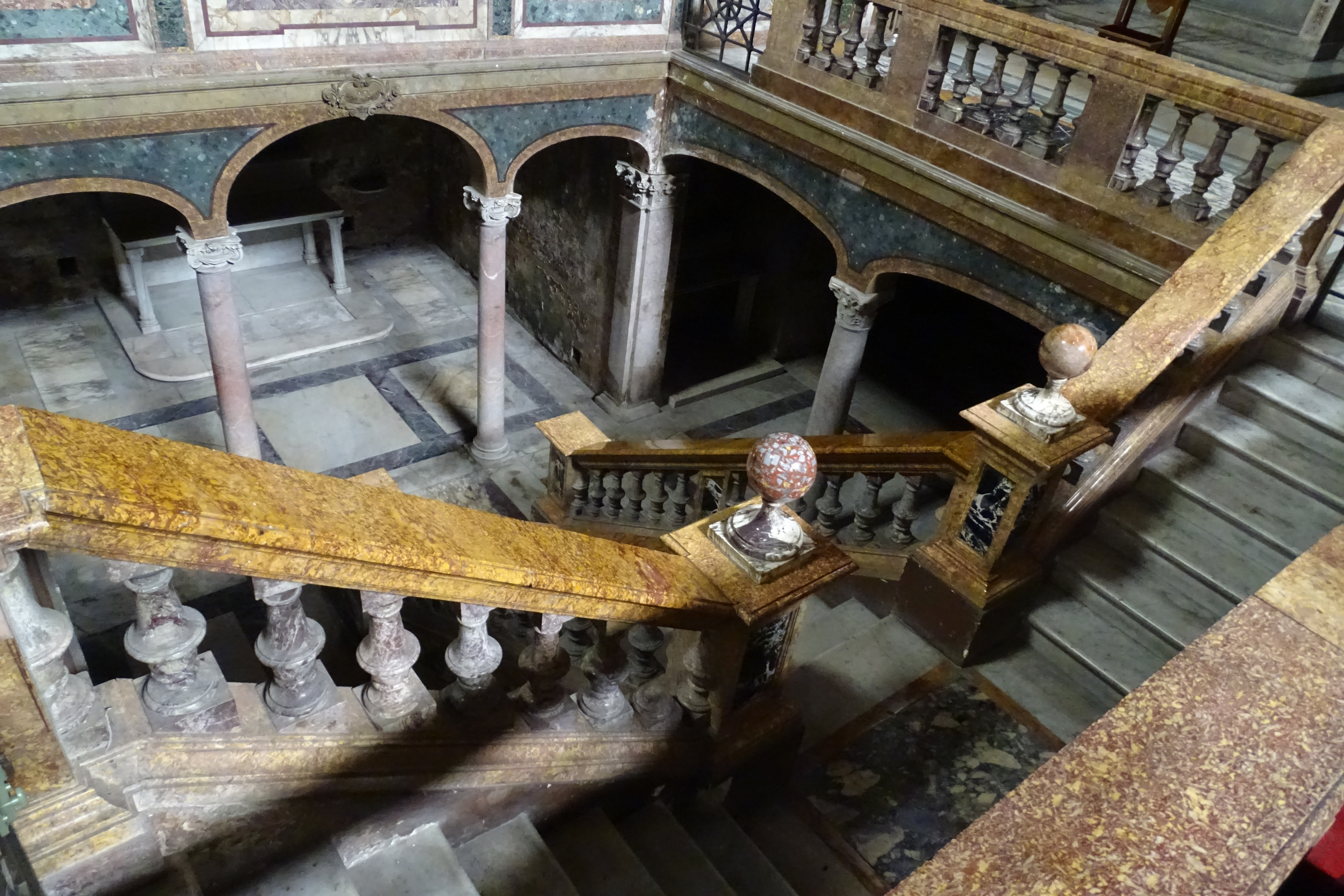
La confessione